# Los tejados rojos
Los tejados rojos (en francés Les toits rouges), es uno de los cuadros más conocidos del pintor francés Camille Pissarro. Está realizado al óleo sobre lienzo. Mide 53 cm de alto y 64 cm de ancho. Fue pintado en 1877. Estuvo en el Museo del Jeu de Paume y, actualmente, se encuentra en el Museo de Orsay, de París, Francia. 
Los tejados rojos (un pueblo en invierno) es un paisaje. Su centro de atención son los tejados rojos de un pueblo, en invierno, en los alrededores de Pontoise. Sobre ellos puede verse una colina y, por encima, una franja de cielo azul. En el primer plano se observan árboles frutales.
Fue realizado en un momento de la carrera de Pissarro en el que buscaba una atmósfera diáfana. También se nota influencia de Cézanne en la construcción del paisaje. Es un ejemplo de los motivos favoritos de Pissarro: rurales, sencillos y naturales.
Valora el espacio atmosférico a través de la retícula que forman las ramas de los árboles.
Los colores se contraponen con cierta violencia, especialmente los complementarios.
Pissarro utiliza pequeñas pinceladas rápidas que unifican todo el cuadro. 